# Pietre d'inciampo a Trieste

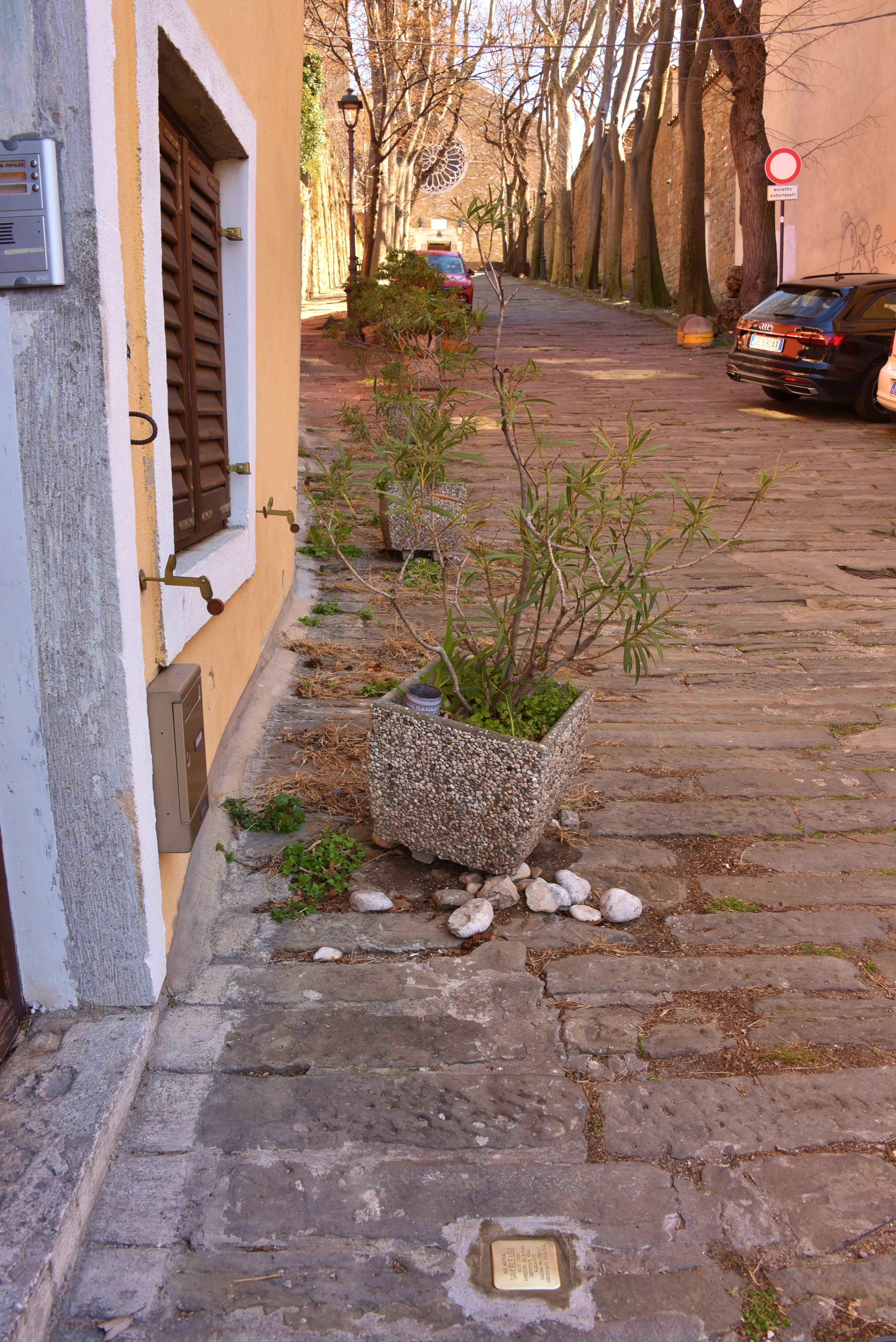
Una pietra d'inciampo in una via di Trieste

La prima pietra d'inciampo collocata a Trieste fu dedicata a Carlo Nathan Morpurgo. Si trova proprio davanti alla sinagoga di Trieste. Attualmente nel Comune di Trieste si trovano 157 pietre d'inciampo: 16 furono posate nel 2018, 13 nel 2019, 21 nel 2020, 13 nel 2021, 22 nel 2022 (20 il 10 gennaio e 2 il 25 gennaio). Le pietre sono state poste su iniziativa del Museo ebraico Carlo e Vera Wagner in collaborazione con il Comune, il CDEC di Milano e l'ANED di Trieste. Le due pietre poste il 25 gennaio 2022 sono state invece collocate per iniziativa della Questura di Trieste e di ANPS.
Il 18 e 28 gennaio 2023 posizionate 31 nuove pietre d'inciampo a Trieste, tra cui la prima pietra d'inciampo dedicata ad un rom e sinto italiano.
Nel 2024 sono state posate dapprima 13 pietre (il 16 gennaio), poi il 3 febbraio ancora 11 (nelle località di Santa Croce, Prosecco e Contovello).
Nel 2025 sono state posate 18 nuove pietre domenica 19 gennaio.

## Elenco pietre d'inciampo nel Comune di Trieste
| Pietra d'inciampo | Pietra d'inciampo | Pietra d'inciampo                              | Pietra d'inciampo | Note biografiche |
| Data di posa      | Luogo di posa | Stolpersteine                                  | Incisione | Note biografiche |
| ----------------- | --- | ---------------------------------------------- | --- | --- |
| 23 gennaio 2018   | Piazza Cavana, 3 45.648436°N 13.767066°E |                                                | QUI ABITAVA SARINA SALONICCHIO VIVANTE NATA 1891 ARRESTATA 6.11.1944 DEPORTATA 1945 RAVENSBRÜCK MORTA 15.4.1945 BERGEN-BELSEN                              | Sarina Salonicchio Vivante nacque nel 1891 a Corfù. Il nome di battesimo varia tra Sarina ed Alessandra. Suoi genitori erano Moisè ed Ester Salonicchio. Aveva almeno una sorella, Lucia (nata 1887), e due fratelli, Salomone (nato 1893) e Abramo (nato 1896). Sposava Zaccaria Vivante. La coppia aveva cinque bambini (vedi sotto): Moisé, Giulia, Ester, Enrichetta e Diamantina. Fu arrestata a Trieste nel giugno 1944, gettata nel carcere di Trieste e deportata con il convoglio n. 43T nel campo di concentramento di Ravensbrück. Il trasporto partiva il 24 febbraio 1945 e arrivò il 17 marzo 1945. Non è sopravvissuta alla Shoah, fu assassinata il 15 aprile 1945. La madre e tutti i fratelli furono assassinati ad Auschwitz. Quattro dei cinqui figli furono assassinati. Solo il marito e la figlia più giovane, Diamantina, sopravvissero. |
| 23 gennaio 2018   | Piazza Cavana, 3 45.648436°N 13.767066°E |                                                | QUI ABITAVA DIAMANTINA VIVANTE NATA 1928 ARRESTATA 6.11.1944 DEPORTATA 1945 RAVENSBRÜCK BERGEN-BELSEN LIBERATA                                             | Diamantina Vivante nacque il 8 ottobre 1928 a Trieste. Era la figlia di Zaccaria Vivante e di Sarina Salonicchio (vedi sopra). Aveva tre sorelle e un fratello, Moisè (vedi sotto). Fu arrestata a Trieste il 6 novembre 1944 e detenuta al carcere di Trieste. Il 24 febbraio 1945 venne deportata con il convoglio n. 43T al campo di concentramento di Ravensbrück dove arrivò il 17 marzo 1945. È sopravvissuta alla Shoah e fu liberata al campo di concentramento di Bergen-Belsen il 15 aprile 1945. Sua madre, sua nonna, un fratello, tre sorelle e due zii furano tutti ammazzati dal regime Nazista durante l'Olocausto. Sopravvisse il padre, che morì nel 1958. |
| 23 gennaio 2018   | Piazza Cavana, 3 45.648436°N 13.767066°E |                                                | QUI ABITAVA ENRICHETTA VIVANTE NATA 1921 ARRESTATA 6.11.1944 DEPORTATA 1945 RAVENSBRÜCK MORTA 15.4.1945 BERGEN-BELSEN                                      | Enrichetta Vivante nacque il 12 maggio 1921 a Trieste. Era la figlia di Zaccaria Vivante e di Sarina Salonicchio (vedi sopra). Aveva tre sorelle, Giulia, Ester (vedi sotto) e Diamantina (vedi sopra), e un fratello, Moisè (vedi sotto). Fu arrestata a Trieste il 6 novembre 1944 e detenuta al carcere di Trieste. Il 24 febbraio 1945 venne deportata con il convoglio n. 43T al campo di concentramento di Ravensbrück dove arrivò il 17 marzo 1945. Morì lì il 15 aprile 1945, pochi giorni prima della liberazione. Anche sua madre, sua nonna, un fratello, due sorelle e due zii furano assassinati dal regime Nazista durante l'Olocausto. Sopravvissero il padre, che morì nel 1958, e la sorella minore, Diamantina. |
| 23 gennaio 2018   | Piazza Cavana, 3 45.648436°N 13.767066°E |                                                | QUI ABITAVA ESTER VIVANTE NATA 1918 ARRESTATA 6.11.1944 DEPORTATA 1945 RAVENSBRÜCK MORTA 4.6.1945 BERGEN-BELSEN                                            | Ester Vivante nacque il 12 febbraio 1918 a Trieste. Era la figlia di Zaccaria Vivante e di Sarina Salonicchio (vedi sopra). Aveva tre sorelle, Giulia (vedi sotto), Enrichetta e Diamantina (vedi sopra), e un fratello, Moisè (vedi sotto). Fu arrestata a Trieste il 6 novembre 1944, insieme alle sorelle, e detenuta al carcere di Trieste. Il 24 febbraio 1945 venne deportata con il convoglio n. 43T al campo di concentramento di Ravensbrück dove arrivò il 17 marzo 1945. Morì lì il 4 giugno 1945, un mese e cinque giorni dopo la liberazione. Anche sua madre, sua nonna, un fratello, due sorelle e due zii furano assassinati dal regime Nazista durante l'Olocausto. Sopravvissero il padre, che morì nel 1958, e la sorella minore, Diamantina. |
| 23 gennaio 2018   | Piazza Cavana, 3 45.648436°N 13.767066°E |                                                | QUI ABITAVA GIULIA VIVANTE NATA 1916 ARRESTATA 6.11.1944 DEPORTATA 1945 RAVENSBRÜCK MORTA 30.4.1945 BERGEN-BELSEN                                          | Giulia Vivante nacque il 12 febbraio 1918 a Trieste. Era la figlia di Zaccaria Vivante e di Sarina Salonicchio (vedi sopra). Aveva tre sorelle, Ester, Enrichetta e Diamantina (vedi sopra), e un fratello, Moisè (vedi sotto). Fu arrestata a Trieste il 6 novembre 1944, insieme alle sorelle, e detenuta al carcere di Trieste. Il 24 febbraio 1945 venne deportata con il convoglio n. 43T al campo di concentramento di Ravensbrück dove arrivò il 17 marzo 1945. Morì lí il 30 aprile 1945, al giorno della liberazione del campo. Anche sua madre, sua nonna, un fratelli, due sorelle e due zii furano assassinati dal regime Nazista durante l'Olocausto. Sopravvissero il padre, che morì nel 1958, e la sorella minore, Diamantina. |
| 23 gennaio 2018   | Piazza Cavana, 3 45.648436°N 13.767066°E |                                                | QUI ABITAVA MOISE VIVANTE NATO 1925 ARRESTATO 17.12.1943 DEPORTATO 1944 AUSCHWITZ MORTO 1945 BERGEN-BELSEN                                                 | Moise Vivante nacque il 20 ottobre 1925 a Trieste. Suoi genitori erano Zaccaria Vivante (1891-1958) e Sarina Salonicchio (vedi sopra). Aveva quattro sorelle, Giulia, Ester, Enrichetta e Diamantina. Fu arrestato a Trieste al 17 dicembre 1943, gettato nel carcere di Trieste e deportato al Campo di concentramento di Auschwitz con il convoglio n. 22T al 6 gennaio 1944. Arrivò ad Auschwitz il 12 gennaio 1944. Non è sopravvissuto alla Shoah, fu deportato al campo di concentramento di Bergen-Belsen e morì il 30 aprile 1945, il giorno della liberazione del campo. Sua nonna Enrichetta Caimi (nata il 10 agosto 1869 a Corfù, coniuge di Maimon Vivante) fu arrestata a Trieste nel gennaio 1944, detenuta alla Risiera di San Sabba, deportata ad campo di concentramento di Auschwitz e gassata immediatamente dopo l'arrivo il 2 febbraio 1944. La stessa sorte soffriranno i suoi zii Sabino Benzion Vivante (nato 1899) e Leone Vivante (nato 1903), però quattro mesi più tardi. Anche sua madre e tre sorelle venivano assassinate durante l'Olocausto. Sopravvissero il padre e la sorella Diamantina. |
| 23 gennaio 2018   | Piazza della Borsa, 4 45.649912°N 13.769687°E |                                                | QUI ABITAVA ERNESTO MARCHERIA NATO 1898 ARRESTATO 3.11.1943 DEPORTATO 1943 ASSASSINATO 2.5.1944 AUSCHWITZ                                                  | Ernesto Marcheria, secondo CDEC Marcaria, nacque il 23 marzo 1898 a Trieste. Era il figlio di Giacomo Marcaria e Ida Marcaria. Divenne macellaio e si sposò con Anna Nacson (vedi sopra). La coppia aveva quattro figli, prima due ragazzi, Giacomo e Raffaele, poi due ragazze, Ida e Stella (tutti vedi sotto). Tutta la famiglia fu arrestata innocentemente a Trieste il 3 novembre 1943. Venivano detenuti al carcere di Trieste. Il 7 dicembre 1943 tutta la famiglia fu deportata nel campo di sterminio di Auschwitz con il convoglio n. 21T. Il treno raggiungeva la sua destinazione al 11 dicembre 1943. Ernesto Marcheria otteneva il numero di matricola 168010. Non è sopravvissuto alla Shoah. Fu assassinato dal regime nazista il 2 maggio 1944. Anche la moglie e il figliolo Raffaele furono assassinati. Gli altri tre figli sopravvissero. |
| 23 gennaio 2018   | Piazza della Borsa, 4 45.649912°N 13.769687°E |                                                | QUI ABITAVA GIACOMO MARCHERIA NATO 1926 ARRESTATO 3.11.1943 DEPORTATO 1943 AUSCHWITZ DACHAU LIBERATO                                                       | Giacomo Marcheria, secondo CDEC Marcaria, nacque a Trieste il 21 ottobre 1926. Era il figlio di Ernesto Marcheria e Anna Nacson. Aveva due sorelle e un fratello. Fu arrestata il 3 novembre 1943 a Trieste insieme con tutta la famiglia e deportata nel campo di sterminio di Auschwitz con il convoglio del 7 dicembre 1943 partito da Trieste. Otteneva il numero di matricola 70412. È sopravvissuta alla Shoah cosí come le sorelle. I genitori ed il fratello Raffaele sono stati assassinati ad Auschwitz. |
| 23 gennaio 2018   | Piazza della Borsa, 4 45.649912°N 13.769687°E |                                                | QUI ABITAVA IDA MARCHERIA NATA 1929 ARRESTATA 3.11.1943 DEPORTATA 1943 AUSCHWITZ RAVENSBRÜCK LIBERATA                                                      | Ida Marcheria, secondo CDEC Marcaria, nacque a Trieste il 13 agosto 1929. Era la figlia di Ernesto Marcheria e Anna Nacson. Aveva una sorella e due fratelli. Fu arrestata il 3 novembre 1943 a Trieste insieme con tutta la famiglia e deportata nel campo di sterminio di Auschwitz con il convoglio del 7 dicembre 1943 partito da Trieste. Otteneva il numero di matricola 70412. È sopravvissuta alla Shoah cosí come la sorella e uno dei fratelli. I genitori ed il fratello Raffaele sono stati assassinati ad Auschwitz. |
| 23 gennaio 2018   | Piazza della Borsa, 4 45.649912°N 13.769687°E |                                                | QUI ABITAVA RAFFAELE MARCHERIA NATO 1927 ARRESTATO 3.11.1943 DEPORTATO 1943 ASSASSINATO AUSCHWITZ                                                          | Raffaele Marcheria, secondo CDEC Marcaria, nacque il 19 dicembre 1927 a Trieste. Era il figlio di Ernesto Marcheria e di Anna Nacson (vedi sopra). Aveva un fratello maggiore, Giacomo (vedi sopra), e due sorelle minore, Ida (vedi sopra) e Stella (vedi sotto). Tutta la famiglia fu arrestata innocentemente a Trieste il 3 novembre 1943. Venivano detenuti al carcere di Trieste. Il 7 dicembre 1943 tutta la famiglia fu deportata nel campo di sterminio di Auschwitz con il convoglio n. 21T. Il treno raggiungeva la sua destinazione al 11 dicembre 1943. Raffaele Marcheria otteneva il numero di matricola 168012. Non è sopravvissuto alla Shoah. Fu assassinato dal regime nazista il 1 maggio 1944. Anche i genitori furono assassinati ad Auschwitz. Il fratello e le sorelle sopravvissero. |
| 23 gennaio 2018   | Piazza della Borsa, 4 45.649912°N 13.769687°E |                                                | QUI ABITAVA STELLA MARCHERIA NATA 1930 ARRESTATA 3.11.1943 DEPORTATA 1943 AUSCHWITZ RAVENSBRÜCK LIBERATA                                                   | Stella Marcheria, secondo CDEC Marcaria, nacque a Trieste il 14 dicembre 1930. Era la figlia di Ernesto Marcheria e Anna Nacson. Aveva una sorella e due fratelli. Fu arrestata il 3 novembre 1943 a Trieste insieme con tutta la famiglia e deportata nel campo di sterminio di Auschwitz con il convoglio del 7 dicembre 1943 partito da Trieste. Otteneva il numero di matricola 70413. È sopravvissuta alla Shoah cosí come la sorella e uno dei fratelli. I genitori ed il fratello Raffaele sono stati assassinati ad Auschwitz. |
| 23 gennaio 2018   | Piazza della Borsa, 4 45.649912°N 13.769687°E |                                                | QUI ABITAVA ANNA NACSON MARCHERIA NATA 1903 ARRESTATA 3.11.1943 DEPORTATA 1943 ASSASSINATA 11.12.1943 AUSCHWITZ                                            | Anna Nacson Marcheria, secondo CDEC Marcaria, nacque il 22 dicembre 1903 a Corfù in Grecia. Era la figlia di Raffaele Nacson e Stella Dente. Coniugata con Ernesto Marcaria (vedi sotto). La coppia aveva quattro figli, i ragazzi Giacomo e Raffaele, le ragazze Ida e Stella (tutti vedi sotto). Tutta la famiglia fu arrestata a Trieste il 3 novembre 1943. Venivano detenuti al carcere di Trieste. Il 7 dicembre 1943 tutti furono deportati nel campo di sterminio di Auschwitz con il convoglio n. 21T. Il treno raggiungeva la sua destinazione all'11 dicembre 1943. Ernesto Marcheria otteneva il numero di matricola 168010. Non è sopravvissuta alla Shoah. Fu assassinato dal regime nazista in data ignoto. Anche il marito e il figlio Raffaele furono assassinati. Gli altri tre figli sopravvissero. |
| 23 gennaio 2018   | Piazza Giotti, 1 45.653788°N 13.77974°E |                                                | QUI ABITAVA EUGENIO GIACOBBE BERGER NATO 1867 ARRESTATO 20.8.1944 DEPORTATO AUSCHWITZ ASSASSINATO                                                          | Eugenio Giacobbe Berger nacque il 9 settembre 1867 a Pécs in Ungheria. Suoi genitori erano Giulio Berger e Regina Breuer. Dal 1890 visse a Trieste e nel 1921 divenne cittadino italiano. Suo domicilio fu in Via delle Aiuole, 4. Sposò una donna cattolica, Elvira Marcovich (nata il 23 settembre 1870, figlia di Anna Maria Marcovich (nata 1835 a Ragusa) e di Giovanni Ghisoli di Trieste). Sua moglie fu battezzata alla chiesa di Santa Maria Maggiore a Trieste pochi giorni dopo la nascita. La coppia ebbe un figlio, Bruno, nato nel 1905. Il figlio sposò una donna di Smirne, Carola Montanari née Goldstein di cittadinanza italiana dal 1918. Bruno Berger in seguito prese il nome di famiglia di sua moglie. La coppia aveva due figli, Alberto (vedi sotto) e Maura Montanari. La seconda moglie di Eugenio Berger era Adele Rumpler (vedi sotto). Il nipote Alberto Montanari di sette anni (vedi sotto) stava con la coppia quando furono arrestati tutte e tre il 20 agosto 1944 a Venezia. Venivano detenuti alla Risiera di San Sabba e poi deportati al campo di concentramento di Auschwitz. Nessuno di loro è sopravvissuto alla Shoah. Il pronipote Nathan Israel, assessore alla scuola della Comunità ebraica triestina, diceva durante la cerimonia della collocazione: «Oggi si chiude un cerchio non solo per la nostra famiglia ma anche per le generazioni future».                                              |
| 23 gennaio 2018   | Piazza Giotti, 1 45.653788°N 13.77974°E |                                                | QUI ABITAVA ALBERTO MONTANARI NATO 1936 ARRESTATO 20.8.1944 DEPORTATO AUSCHWITZ ASSASSINATO                                                                | Alberto Montanari nacque il 10 novembre 1936 a Trieste. Suoi genitori, Bruno Montanari e Carola Goldstein, pensavono che fosse più sicuro per Alberto di vivere con la nonna ed il nonno a Venezia. Nonostante la vecchia coppia, Eugenio Giacobbe Berger (vedi sopra) ed Adele Rumpler Berger (vedi sotto), fu arrestata insieme al ragazzo il 20 agosto 1944. Venivano detenuti alla Risiera di San Sabba e poi deportati al campo di concentramento di Auschwitz. Nessuno dei tre è sopravvissuto alla Shoah. La vita dei genitori e della sorella Maura fu salvata grazie all'aiuto della famiglia Ordan che gli nascondevano. |
| 23 gennaio 2018   | Piazza Giotti, 1 45.653788°N 13.77974°E |                                                | QUI ABITAVA ADELE RUMPLER BERGER NATA 1879 ARRESTATA 20.8.1944 DEPORTATA AUSCHWITZ ASSASSINATA                                                             | Adele Rumpler Berger nacque il 13 febbraio 1879 a Budišov, oggi situato nella Repubblica Ceca. Suoi genitori erano Salomone Rumpler e Sofia Knoepfelmacher. Divenne la seconda moglie di Eugenio Berger (vedi sopra). Il nipote Alberto Montanari di sette anni (vedi sopra) stava con la coppia quando furono arrestati tutte e tre il 20 agosto 1944. Venivano detenuti alla Risiera di San Sabba e poi deportati al campo di concentramento di Auschwitz. Nessuno di loro è sopravvissuto alla Shoah. |
| 23 gennaio 2018   | Via San Francesco, 19 (davanti alla Sinagoga) 45.653442°N 13.779698°E                                                                              |                                                | QUI LAVORAVA CARLO NATHAN MORPURGO NATO 1890 ARRESTATO 20.1.1944 DEPORTATO ASSASSINATO 4.11.1944 AUSCHWITZ                                                 | Carlo Nathan Morpurgo era il figlio di Giacomo Morpurgo e Giuseppina Gentilli. Nacque a Trieste il 24 agosto 1890. Fu arrestato il 20 gennaio 1944 a Trieste, prima detenuto al carcere di Trieste e poi deportato il 2 settembre 1944 al campo di sterminio di Auschwitz. Lì arrivo cinque giorni dopo e lì fu assassinato dal regime Nazista al 4 novembre 1944. Nella cerimonia durante la posa della pietra d'inciampo, Mauro Tabor diceva: "Morpurgo pagò con la vita l’aver aiutato i meno fortunati. Che il suo esempio sia luminoso oggi che i politici italiani rispolverano la parola “razza”". Il coro della scuola primaria Morpurgo intonava il canto salmico “Gam Gam”. Sempre nel 2018, l'architetto Andrea Morpurgo ha pubblicato un catalogo in inglese e sloveno col titolo Morpurgi, i discendenti degli ebrei di Maribor. Fu edito dal centro per il patrimonio culturale ebraico a Maribor. |
| 29 gennaio 2019   | Via del Monte, 1 45°38′57.11″N 13°46′27.37″E |                                                | QUI ABITAVA GINA DUBINSKY NATA 1918 ARRESTATA 30.11.1943 AUSCHWITZ ASSASSINATA 26.2.1944                                                                   | Regina Selde Dubinsky, detta Gina, nacque a Linz il 17 aprile 1918. Era la figlia di Saul Dubinsky e Ljuba Strilzov (vedi sotto). Tutta la famiglia fu estinta durante la Shoah. Padre e figlia furono arrestati il 30 novembre 1943 e detenuti nel carcere di Macerata. La figlia fu separata dal padre. Venne trasferita al campo di Fossoli e poi deportata al campo di concentramento di Auschwitz con il convoglio n. 08, partendo da Fossoli il 22 febbraio 1944 ed arrivando ad Auschwitz il 26 febbraio 1944. Lì fu assassinata immediatamente dopo l'arrivo. Anche suoi genitoti furono assassinati nel corso della Shoah. Il padre morì ad Auschwitz, la madre in luogo ignoto. Nel cimitero ebraico di Linz una lapide commemora le tre vittime. |
| 29 gennaio 2019   | Via del Monte, 1 45°38′57.11″N 13°46′27.37″E |                                                | QUI ABITAVA LJUBA STRILZOV DUBINSKY NATA 1887 DEPORTATA AUSCHWITZ ASSASSINATA                                                                              | Ljuba Strilzov Dubinsky nacque a Ekaterinoslav in Russia il 1 giugno 1887. Era la figlia di Abramo Strilzo. Si sposò con Saul Dubinsky (vedi sotto). La coppia aveva almeno una figlia, Gina (vedi sopra). Tutte e tre furono arrestati e deportati. La famiglia non è sopravvissuta alla Shoah. La coppia Dubinsky morì in data ignota. Il marito fu assassinato ad Auschwitz, Ljuba Strilzov in luogo ignoto. La figlia fu assassinata dal regime nazista ad Auschwitz 26 febbraio 1944. Nel cimitero ebraico di Linz una lapide commemora le tre vittime della Shoah. |
| 29 gennaio 2019   | Via del Monte, 1 45°38′57.11″N 13°46′27.37″E |                                                | QUI ABITAVA SAUL DUBINSKY NATO 1885 ARRESTATO 30.11.1943 DEPORTATO 1944 AUSCHWITZ ASSASSINATO                                                              | Saul Dubinsky nacque a Poltava in Ucraina il 25 agosto 1885. Suoi genitori erano Davide Dubinski e Ljuba Gleichenghans. Si sposò con Ljuba Strilzov (vedi sopra). La coppia aveva almeno una figlia, Gina (vedi sopra). Padre e figlia furono arrestati il 30 novembre 1943 e detenuti nel carcere di Macerata. La figlia fu separata dal padre e trasferita al campo di Fossoli. Venne deportata al campo di concentramento di Auschwitz con il convoglio n. 08, partendo da Fossoli il 22 febbraio 1944 ed arrivando ad Auschwitz il 26 febbraio 1944. La figlia fu assassinata dal regime nazista ad Auschwitz al giorno dell'arrivo. Saul Dubinsky fu deportato ad Auschwitz con il convoglio n. 09, partendo da Macerata il 5 aprile 1944 ed arrivando ad Auschwitz il 10 aprile 1944. Lì morì in data ignota. Anche la moglie non è sopravvissuta alla Shoah. Morì in data ignota, in luogo ignoto. Nel cimitero ebraico di Linz una lapide commemora le tre vittime della Shoah. |
| 29 gennaio 2019   | Via del Toro, 18 45°39′00.75″N 13°46′45.01″E |                                                | QUI ABITAVA DIAMANTINA BARNESTEIN NATA 1897 ARRESTATA 22.10.1943 DEPORTATA 1944 AUSCHWITZ ASSASSINATA                                                      | Diamantina Barnestein nacque a Istanbul nel 1867, secondo la pietra d'inciampo. Non si sa nulla di questa signora, tranne che nel 1944 fu deportata ad Auschwitz e che non tornava mai più. Nel cimitero ebraico di Trieste c'è una tomba per Stella Barnestein (morta il 10 aprile 1964) e per Daniele Barnestein (morto il 12 ottobre 1977). Sulla lapide Diamantina Barnestein è menzionata in una riga, con l'indicazione che fu deportata nel 1944. |
| 29 gennaio 2019   | Via del Trionfo, 3 45°38′52.12″N 13°46′08.55″E |                                                | QUI ABITAVA MARCO MOISE MUSTACCHI NATO 1916 ARRESTATO 9.6.1944 DEPORTATO 1944 AUSCHWITZ SACHSENHAUSEN LANDSBERG AM LECH KAUFERING - DACHAU MORTO 15.5.1945 | Marco Moisè Mustacchi, detto Keto oppure Da Marchetto, nacque a Trieste il 28 luglio 1916 da una famiglia ebrea di Corfù. Suoi genitori erano Sabato Mustacchi e Stameta Nacson. Era coniugato con Tina Sara Raseni. Fu arrestato dai nazisti a Trieste il 9 giugno 1944. Venne detenuto prima in un posto della polizia fascista, poi al Carcere del Coroneo di Trieste. Fu deportato al campo di concentramento di Auschwitz il 21 giugno 1944. Arrivò dopo cinque giorni e sopravvisse la selezione, per fare lavori forzarti. Fu trasferito al campo di concentramento di Sachsenhausen nel agosto dello stesso anno. Sua matricola lì era 111244. Il 14 novembre 1944 fu trasferito di nuovo, questa volta al campo di concentramento di Dachau. Lì, sua matricola era 127948. Dopo tre giorni fu mandato a Kaufering 11, un sottocampo di Dachau nei pressi di Landsberg am Lech, dove le condizioni di lavoro erano inumane. La mancanza di vestiti e di cibo e la catastrofica situazione abitativa facevano sì che molti dei detenuti si ammalino e muoiano. Anche Marco Moise Mustacchi divenne molto malato. Ha ancora sperimentato la liberazione del campo da parte delle truppe americane, ma morì il 15 maggio 1945. Fu prima sepolto nel Cimitero comunale di Dachau, tomba n. 104. Pero fu riesumato e traslato al Cimitero militare italiano di Monaco di Baviera (Waldfriedhof) l'8 novembre 1957, riquardo 4, fila 9, tomba 39. |
| 29 gennaio 2019   | Via di Torre Bianca, 22 45°39′09.61″N 13°46′28.2″E                                                                                                 |                                                | QUI ABITAVA GINO PARIN (POLLACK) NATO 1876 ARRESTATO DEPORTATO 1944 BERGEN-BELSEN ASSASSINATO 9.6.1944                                                     | Federico Guglielmo Jehuda Pollack, nome d'artista: Gino Parin, figlio di Lodovico Pollack e Berta Glass, nacque a Trieste il 25 agosto 1876. Divenne un assai famoso pittore con mostre in Germania, Austria e Italia. Malgrado la sua cittadinanza svizzera, fu perseguitato dal regime nazista per motivi razziali. Venne arrestato in luogo ignoto, detenuto al campo di Fossoli e deportato nel campo di concentramento di Bergen-Belsen con il convoglio n.11, partendo da Fossoli il 16 maggio 1944 e arrivando a Bergen-Belsen il 20 maggio 1944. Non è sopravvissuto alla Shoah. Venne assassinato il 9 giugno 1944. Era sposato con l'artista Ella Auler (1875-1972). La coppia aveva un figlio, Edgar Parin d'Aulaire (1898-1986). Si separavano quando il figlio aveva sei anni. Il figlio emigrava negli Stati Uniti già negli anni 1920 e divenne un illustratore per libri per bambini. |
| 29 gennaio 2019   | Via Filzi, 17 45°39′13.82″N 13°46′27.73″E |                                                | QUI ABITAVA GISELLA HAFFNER NATA 1876 ARRESTATA 20.1.1944 DEPORTATA AUSCHWITZ ASSASSINATA 2.2.1944                                                         | Gisella Haffner era la figlia di Giacomo Haffner e Emilia Forti. Nacque in Ungheria a Jászberény il 28 aprile 1876. Fu arrestata a Trieste il 20 gennaio 1944, detenuta nella risiera di San Sabba a Trieste e deportata nel campo di sterminio di Auschwitz con il convoglio n. 23T, partendo da Trieste al 28 gennaio 1944 e arrivando ad Auschwitz il 2 febbraio 1944. Non è sopravvissuta alla Shoah. Fu assassinata immediatamente dopo il suo arrivo. |
| 29 gennaio 2019   | Via Palladio, 1 45°39′00.56″N 13°47′02.21″E |                                                | QUI ABITAVA BICE ROSSI MAESTRO NATA 1879 ARRESTATA 28.7.1944 DEPORTATA AUSCHWITZ ASSASSINATA 3.8.1944                                                      | Bice Rossi Maestro (Venezia, 1879 – Auschwitz, 1944) era la figlia di Pellegrino Rossi e Estella Maestro. Aveva almeno un fratello, Gino Rossi (nato a Venezia il 18 agosto 1884). Si sposava con Salomone Akivà Maestro (vedi sotto). La coppia anziana fu arrestata a Padova il 28 luglio 1944 e detenuta nella Risiera di San Sabba a Trieste. Sono stati deportati al campo di sterminio di Birkenau con il convoglio n. 33T, partendo da Trieste il 31 luglio 1944 e arrivando ad Auschwitz-Birkenau il 3 agosto 1944. Non sono sopravvissuti alla Shoah. Immediatamente dopo l'arrivo furono assassinati. Tre giorni dopo la sua sorella arrivò anche Gino Rossi ad Auschwitz, con il convoglio da Torino. Anche lui fu assassinato immediatamente dopo l'arrivo in una camera a gas. |
| 29 gennaio 2019   | Via Palladio, 1 45°39′00.56″N 13°47′02.21″E |                                                | QUI ABITAVA SALOMONE CARLO MAESTRO NATO 1866 ARRESTATO 28.7.1944 DEPORTATO AUSCHWITZ ASSASSINATO 3.8.1944                                                  | Salomone Akivà Maestro detto Carlo nacque a Fiume il 19 settembre 1866. Suoi genitori erano Netaniel Maestro e Giulia Maestro. Si sposava con Bice Rossi (vedi sopra). La coppia anziana fu arrestata a Padova il 28 luglio 1944 e detenuta nella Risiera di San Sabba a Trieste. Sono stati deportati al campo di sterminio di Birkenau con il convoglio n. 33T, partendo da Trieste il 31 luglio 1944 e arrivando ad Auschwitz-Birkenau il 3 agosto 1944. Non sono sopravvissuti alla Shoah. Immediatamente dopo l'arrivo furono assassinati. |
| 29 gennaio 2019   | Via Petrarca, 5 45°39′02.61″N 13°47′07.64″E |                                                | QUI ABITAVA ENRICO LÖWY NATO 1876 ARRESTATO 8.8.1944 DEPORTATO AUSCHWITZ ASSASSINATO 1944                                                                  | Enrico Löwy nacque a Trieste l' 8 marzo 1876. Era il figlio di Edoardo Loewy e Marianna Brisciak. Coniugato con Ernesta Majonica. La coppia aveva almeno una figlia, Lidia, nata nel 1901. Fu arrestato a Trieste l'8 agosto 1944 e detenuto nella risiera di San Sabba. Fu deportato nel campo di sterminio di Auschwitz. Non è sopravvissuto alla Shoah. Anche sua figlia fu assassinata dal regime nazista. Morì il 3 dicembre 1944 ad Auschwitz. |
| 29 gennaio 2019   | Via Petrarca, 5 45°39′02.61″N 13°47′07.64″E |                                                | QUI ABITAVA LIDIA LÖWY NATA 1901 ARRESTATA 21.6.1944 DEPORTATA AUSCHWITZ ASSASSINATA 3.12.1944                                                             | Lidia Löwy nacque a Trieste l' 8 dicembre 1901. Era la figlia di Enrico Löwy e Ernesta Majonica. Fu arrestata a Trieste il 21 giugno 1944 e detenuta nella risiera di San Sabba. Fu deportato nel campo di sterminio di Auschwitz. Non è sopravvissuta alla Shoah. Fu assassinata il 3 dicembre 1944 ad Auschwitz. Anche suo padre fu assassinata dal regime nazista. |
| 29 gennaio 2019   | Via Petronio, 19 45°38′38.35″N 13°47′21.11″E |                                                | QUI ABITAVA LAZZARO BELLELI NATO 1906 ARRESTATO 19.11.1943 DEPORTATO 1943 AUSCHWITZ ASSASSINATO                                                            | Lazzaro Belleli nacque a Alessandria d'Egitto il 10 giugno 1906. Era il figlio di Pietro Belleli (nato a Corfù il 27 aprile 1883) e Alessandra Cantoni (nata a Alessandria d'Egitto il 22 aprile 1885). Si sposava con Maria Pugliese. Fu arrestato a Trieste il 19 novembre 1943. il giorno seguente anche la madre e il padre furono arrestati. Tutti e tre furono detenuti nel carcere di Trieste e deportati al campo di sterminio di Birkenau con il convoglio n. 21T, partendo da Trieste il 7 dicembre 1943 e arrivando ad Auschwitz-Birkenau il 11 dicembre 1943. Nessuno di loro è sopravvissuto alla Shoah. Il padre fu assassinato immediatamente dopo la selezione. Della madre e di Lazzaro Belleli non sei sa ne la data ne il luogo dell'omicidio. Anche lo zio Moisè Belleli (nato a Corfù il 7 settembre 1897), il fratello del suo padre, venne assassinato ad Auschwitz. Il figlio di Moisè, anch'egli chiamato Lazzaro (nato a Trieste il 1º dicembre 1925), fu deportato nel campo di concentramento di Golling. È sopravvissuto. |
| 29 gennaio 2019   | Via Valdirivo, 42 45°39′09.75″N 13°46′33.76″E |                                                | QUI ABITAVA GUIDO MAESTRO NATO 1875 ARRESTATO 28.7.1944 DEPORTATO AUSCHWITZ ASSASSINATO 3.8.1944                                                           | Guido Maestro nacque a Fiume il 28 ottobre 1875. Era il figlio di Michele Maestro e Anna Janni. Si sposava con Vittoria Tommasini. Fu arrestato a Padova (Padova). Fu detenuto nella Risiera di San Sabba a Trieste. Venne deportato nel campo di sterminio di Auschwitz con il convoglio n. 33T, partendo da Trieste il 31 luglio 1944 e arrivando ad Auschwitz il 3 agosto 1944. Non è sopravvissuto alla Shoah. È stato assassinato immediatamente dopo la selezione al giorno del suo arrivo. |
| 21 gennaio 2020   | Piazza Cavana, 6 45°38′54.4″N 13°46′01.56″E |                                                | QUI ABITAVA DIAMANTINA ISRAEL MISAN NATA 1913 ARRESTATA 26.11.1943 DEPORTATA 1943 AUSCHWITZ ASSASSINATA                                                    | Diamantina Israel Misan (Trieste, 1913 – Auschwitz, data ignota) |
| 21 gennaio 2020   | Via Domenico Rossetti, 43 45°38′57.15″N 13°47′09.3″E                                                                                               |                                                | QUI ABITAVA ENRICHETTA ALPRON NATA 1866 ARRESTATA 20.2.1944 DEPORTATA 1944 AUSCHWITZ ASSASSINATA                                                           | Enrichetta Alpron (Trieste, 1866 - Auschwitz, data ignota) |
| 21 gennaio 2020   | Via Domenico Rossetti, 43 45°38′57.15″N 13°47′09.3″E                                                                                               |                                                | QUI ABITAVA ERNESTO ALPRON NATO 1873 ARRESTATO 20.2.1944 DEPORTATO 1944 AUSCHWITZ ASSASSINATO                                                              | Ernesto Alpron (Trieste, 1873 - Auschwitz, data ignota) |
| 21 gennaio 2020   | Via Giulia, 26 45°39′16.96″N 13°47′22.58″E |                                                | QUI ABITAVA DANIELE ISRAEL NATO 1910 ARRESTATO 30.12.1943 DEPORTATO 1944 AUSCHWITZ ASSASSINATO                                                             | Daniele Israel (1910–1944) |
| 21 gennaio 2020   | Via Giulia, 26 45°39′16.96″N 13°47′22.58″E |                                                | QUI ABITAVA REBECCA ENRICHETTA NACSON NATA 1900 ARRESTATA 2.6.1944 DEPORTATA 1944 AUSCHWITZ LIBERATA                                                       | Rebecca Enrichetta Nacson (1900-) |
| 21 gennaio 2020   | Via Giulia, 26 45°39′16.96″N 13°47′22.58″E |                                                | QUI ABITAVA STELLA NACSON BISSON NATA 1891 ARRESTATA 30.12.1943 DEPORTATA 1944 AUSCHWITZ ASSASSINATA 7.9.1944                                              | Stella Nacson Bisson (1891-1944) |
| 21 gennaio 2020   | Via Giulia, 26 45°39′16.96″N 13°47′22.58″E |                                                | QUI ABITAVA VITTORIO ZADOCK BISSON NATO 1891 ARRESTATO 30.12.1943 DEPORTATO 1944 AUSCHWITZ ASSASSINATO                                                     | Vittorio Zadock Bisson (1891–1944/1945) |
| 21 gennaio 2020   | Via Giuseppe Vidali, 8 45°38′52.48″N 13°46′48.77″E                                                                                                 |                                                | QUI ABITAVA ALLEGRA ACCO SEMO NATA 1895 ARRESTATA 4.12.1943 DEPORTATA 1943 AUSCHWITZ ASSASSINATA                                                           | Allegra Acco Semo |
| 21 gennaio 2020   | Via Giuseppe Vidali, 8 45°38′52.48″N 13°46′48.77″E                                                                                                 |                                                | QUI ABITAVA ANNA ANITA SEMO NATA 1930 ARRESTATA 4.12.1943 DEPORTATA 1943 AUSCHWITZ ASSASSINATA                                                             | Anna Anita Semo |
| 21 gennaio 2020   | Via Giuseppe Vidali, 8 45°38′52.48″N 13°46′48.77″E                                                                                                 |                                                | QUI ABITAVA ESTER SEMO NATA 1927 ARRESTATA 4.12.1943 DEPORTATA 1943 AUSCHWITZ ASSASSINATA                                                                  | Ester Semo (1927–1943, 1944 o 1945) |
| 21 gennaio 2020   | Via Giuseppe Vidali, 8 45°38′52.48″N 13°46′48.77″E                                                                                                 |                                                | QUI ABITAVA GIULIANA LILLY SEMO NATA 1923 ARRESTATA 4.12.1943 DEPORTATA 1943 AUSCHWITZ ASSASSINATA                                                         | Giuliana Lilly Semo (1923–1943, 1944 o 1945) |
| 21 gennaio 2020   | Via Giuseppe Vidali, 8 45°38′52.48″N 13°46′48.77″E                                                                                                 |                                                | QUI ABITAVA LEONE SEMO NATO 1887 ARRESTATO 4.12.1943 DEPORTATO AUSCHWITZ ASSASSINATO 11.12.1943                                                            | Leone Semo (1887–1943) |
| 21 gennaio 2020   | Via Ireneo della Croce, 5 45°39′11.38″N 13°47′05.61″E                                                                                              |                                                | QUI ABITAVA CLEMENTINA TOSI PAGANI NATA 1884 ARRESTATA 29.4.1944 DETENUTA CARCERE DEL CORONEO RISIERA DI SAN SABBA ASSASSINATA 26.9.1944                   | Clementina Tosi Pagani (1884–1944) |
| 21 gennaio 2020   | Via Santa Caterina, 7 45°39′02.25″N 13°46′28.37″E                                                                                                  |                                                | GIUSEPPE GOLDSCHMIED NATO 1861 ARRESTATO 6.10.1944 DEPORTATO AUSCHWITZ ASSASSINATO 1944                                                                    | Giuseppe Goldschmied (1861-1944) |
| 21 gennaio 2020   | Via Santa Caterina, 7 45°39′02.25″N 13°46′28.37″E                                                                                                  |                                                | QUI ABITAVA LIVIO OLDSCHMIED NATO 1913 ARRESTATO 29.2.1944 DEPORTATO AUSCHWITZ ASSASSINATO 1944                                                            | Livio Goldschmied (1913-1944) |
| 21 gennaio 2020   | Via Santa Caterina, 7 45°39′02.25″N 13°46′28.37″E                                                                                                  |                                                | SAMUELE GOLDSCHMIED NATO 1864 ARRESTATO 6.10.1944 DEPORTATO AUSCHWITZ ASSASSINATO 1944                                                                     | Samuele Goldschmied (1864-1944) |
| 21 gennaio 2020   | Via Santa Caterina, 7 45°39′02.25″N 13°46′28.37″E                                                                                                  |                                                | QUI ABITAVA ADA FRANKEL GOLDSCHMIED NATA 1889 ARRESTATA 29.2.1944 DEPORTATA AUSCHWITZ ASSASSINATA 10.4.1944                                                | Ada Frankel Goldschmied (1889-1944) |
| 21 gennaio 2020   | Via Santa Caterina, 7 45°39′02.25″N 13°46′28.37″E                                                                                                  |                                                | STEFY GOLDSCHMIED ERBER NATA 1886 ARRESTATA 15.5.1944 DEPORTATA AUSCHWITZ ASSASSINATA 31.12.1944                                                           | Stefy Goldschmied Erber (1886-1944) |
| 21 gennaio 2020   | Via Santa Caterina, 7 45°39′02.25″N 13°46′28.37″E                                                                                                  |                                                | PAOLA ROSENTHAL GOLDSCHMIED NATA 1870 ARRESTATA 6.11.1944 DEPORTATA DESTINO SCONOSCIUTO                                                                    | Paola Rosenthal Goldschmied (1870-1944/45) |
| 21 gennaio 2020   | Via Udine, 22 45°39′31.17″N 13°46′23.57″E |                                                | QUI ABITAVA ALBERTO GOETZL NATO 1877 ARRESTATO 29.10.1943 DEPORTATO AUSCHWITZ ASSASSINATO 11.12.1943                                                       | Alberto Goetzl |
| 21 gennaio 2020   | Via Udine, 22 45°39′31.17″N 13°46′23.57″E |                                                | QUI ABITAVA AMALIA WEISS GOETZL NATA 1887 ARRESTATA 29.10.1943 DEPORTATA 1943 AUSCHWITZ ASSASSINATA                                                        | Amalia Weiss Goetzl (1887–1943/1945) |
| 28 gennaio 2021   | Piazza Virgilio Giotti, 1 45°39′12.41″N 13°46′47.63″E                                                                                              |                                                | QUI ABITAVA ENRICO ALMAGIÀ NATO 1878 ARRESTATO 29.10.1943 DEPORTATO AUSCHWITZ ASSASSINATO 11.12.1943                                                       | Enrico Almagià (1878-1943) |
| 28 gennaio 2021   | Piazza Virgilio Giotti, 1 45°39′12.41″N 13°46′47.63″E                                                                                              |                                                | QUI ABITAVA GIUSEPPINA JESURUM NATA 1869 ARRESTATA 2.11.1943 DEPORTATA 1944 AUSCHWITZ ASSASSINATA 12.1.1944                                                | Giuseppina Jesurum (1869–1944) |
| 28 gennaio 2021   | Via Antonio Pacinotti, 5 45°38′45.76″N 13°46′29.02″E                                                                                               |                                                | QUI ABITAVA VINCENZO GIGANTE NATO 1901 ARRESTATO 21.9.1944 DETENUTO CARCERE DEL CORONEO RISIERA DI SAN SABBA ASSASSINATO 22.11.1944                        | Vincenzo Gigante (1901–1944) |
| 28 gennaio 2021   | Via Bartolomeo Biasoletto, 18 45°39′03.54″N 13°47′35.7″E                                                                                           |                                                | QUI ABITAVA MARIO LEVI NATO 1885 ARRESTATO 4.6.1944 DEPORTATO AUSCHWITZ ASSASSINATO                                                                        | Mario Levi (1885-1944/45) |
| 28 gennaio 2021   | Via della Cattedrale, 14 45°38′47.81″N 13°46′15.29″E                                                                                               |                                                | QUI ABITAVA SAMUELE LEVI NATO 1903 ARRESTATO 20.6.1944 DEPORTATO 1944 AUSCHWITZ DACHAU - KAUFERING ASSASSINATO 19.3.1945                                   | Samuele Levi (1903-1945) |
| 28 gennaio 2021   | Via dell'Eremo, 71 45°38′40.4″N 13°47′55.79″E |                                                | QUI ABITAVA ALBERTO LEVI NATO 1876 ARRESTATO 10.6.1944 DEPORTATO AUSCHWITZ ASSASSINATO 25.6.1944                                                           | Alberto Levi (1876-1944) |
| 28 gennaio 2021   | Via Roma, 17 45°39′13.67″N 13°46′23.18″E |                                                | QUI ABITAVA ZOE RUSSI NATA 1905 ARRESTATA 12.11.1943 DEPORTATA 1944 AUSCHWITZ ASSASSINATA                                                                  | Zoe Russi (1905–1944/45) |
| 28 gennaio 2021   | Via Ruggero Timeus, 14 45°39′02.9″N 13°46′49.77″E                                                                                                  |                                                | QUI ABITAVA ANNA ISRAEL ISRAEL NATA 1915 ARRESTATA 26.11.1943 DEPORTATA 1943 AUSCHWITZ ASSASSINATA                                                         | Anna Israel Israel (1915–um 1944) |
| 28 gennaio 2021   | Via Ruggero Timeus, 14 45°39′02.9″N 13°46′49.77″E                                                                                                  |                                                | QUI ABITAVA ISACCO GINO ISRAEL NATO 11.8.1942 ARRESTATO 26.11.1943 DEPORTATO 1943 AUSCHWITZ ASSASSINATO                                                    | Isacco Gino Israel (1942–1943, 1944 o 1945) |
| 28 gennaio 2021   | Via XXX Ottobre, 5 45°39′07.51″N 13°46′28.54″E |                                                | QUI ABITAVA DAVIDE CESANA NATO 1916 ARRESTATO 29.10.1944 DEPORTATO 1943 AUSCHWITZ BUCHENWALD MORTO 29.4.1945                                               | Davide Cesana (1916–1945) |
| 28 gennaio 2021   | Via XXX Ottobre, 5 45°39′07.51″N 13°46′28.54″E |                                                | QUI ABITAVA GIACOMO CESANA NATO 1914 ARRESTATO 11.6.1944 DEPORTATO 1944 AUSCHWITZ MAUTHAUSEN-GUSEN ASSASSINATO 3.2.1945                                    | Giacomo Cesana (1914–1945) |
| 28 gennaio 2021   | Via XXX Ottobre, 5 45°39′07.51″N 13°46′28.54″E |                                                | QUI ABITAVA RACHELE CESANA NATA 1919 ARRESTATA 29.10.1943 DEPORTATA AUSCHWITZ ASSASSINATA 11.12.1943                                                       | Rachele Cesana (1919–1943) |
| 28 gennaio 2021   | Via XXX Ottobre, 5 45°39′07.51″N 13°46′28.54″E |                                                | QUI ABITAVA LUCIA ISRAEL CESANA NATA 1889 ARRESTATA 29.10.1943 DEPORTATA AUSCHWITZ ASSASSINATA 11.12.1943                                                  | Lucia Israel Cesana (1889–1943) |
| 10 gennaio 2022   | Campo San Giacomo, 11 45°38′31.7″N 13°46′45.29″E                                                                                                   |                                                | QUI ABITAVA LEONE LAZZARO WANDEL NATO 1886 ARRESTATO 31.1.1945 DEPORTATO RAVENSBRÜCK BERGEN-BELSEN ASSASSINATO                                             | Leone Lazzaro Wandel (1886–1945) |
| 10 gennaio 2022   | Largo Ugo Mioni, 1 45°38′31.75″N 13°47′06.16″E |                                                | QUI ABITAVA ABRAMINO SALONICCHIO NATO 1896 ARRESTATO 24.11.1943 DEPORTATO AUSCHWITZ ASSASSINATO                                                            | Abramino Salonicchio (1896–1943/45) |
| 10 gennaio 2022   | Salita al Promontorio, 19 45°38′35.6″N 13°45′40.54″E                                                                                               |                                                | QUI ABITAVA ELISA HERING NATA 1902 ARRESTATA 23.10.1944 DEPORTATA AUSCHWITZ ASSASSINATA                                                                    | Elisa Hering (Trieste, 1902 – Auschwitz, data ignota) |
| 10 gennaio 2022   | Salita al Promontorio, 19 45°38′35.6″N 13°45′40.54″E                                                                                               |                                                | QUI ABITAVA VITTORIO HERING NATO 1906 ARRESTATO 28.10.1944 DEPORTATO 1945 RAVENSBRÜCK DACHAU LIBERATO                                                      | Vittorio Hering (Trieste, 1906 – ) |
| 10 gennaio 2022   | Via Carlo Ghega, 3 45°39′21.6″N 13°46′21.72″E |                                                | QUI ABITAVA ROBERTO MOISÈ FINZI NATO 1881 ARRESTATO 19.3.1944 INTERNATO FOSSOLI DEPORTATO AUSCHWITZ ASSASSINATO 23.5.1944                                  | Robert Moisè Finzi (1881–1944) |
| 10 gennaio 2022   | Via Carlo Ghega, 3 45°39′21.6″N 13°46′21.72″E |                                                | QUI ABITAVA ADELE GENTILOMO FINZI NATA 1883 ARRESTATA 19.3.1944 INTERNATA FOSSOLI DEPORTATA AUSCHWITZ ASSASSINATA 23.5.1944                                | Adele Gentilomo Finzi (1883–1944) |
| 10 gennaio 2022   | Trieste, Via Cesare Battisti, 26 45°39′12.63″N 13°46′54.65″E                                                                                       |                                                | QUI ABITAVA LINA STEINDLER REVERE NATA 1866 ARRESTATA 19.12.1943 DEPORTATA 1944 AUSCHWITZ ASSASSINATA 12.1.1944                                            | Lina Steindler Revere (1866–1944) |
| 10 gennaio 2022   | Via del Ponte, 7 45°38′58.85″N 13°46′13.28″E |                                                | QUI ABITAVA LUCIA ELIEZER NATA 1925 ARRESTATA 2.2.1945 DEPORTATA RAVENSBRÜCK BERGEN-BELSEN LIBERATA                                                        | Lucia Eliezer (1925-) |
| 10 gennaio 2022   | Via della Madonna del Mare, 19 45°38′48.09″N 13°46′06.22″E                                                                                         |                                                | QUI ABITAVA DARIO DAVID OSMO NATO 1901 ARRESTATO 31.1.1944 INTERNATO FOSSOLI DEPORTATO AUSCHWITZ ASSASSINATO                                               | Dario David Osmo (1901-1944/45) |
| 10 gennaio 2022   | Via Domenico Rossetti, 17 45°39′05.89″N 13°47′01.87″E                                                                                              |                                                | QUI ABITAVA ELDA MAYER GREGO ROMANELLI NATA 1885 ARRESTATA 30.11.1943 DEPORTATA AUSCHWITZ ASSASSINATA                                                      | Elda Mayer Grego Romanelli (1885–1943/45) |
| 10 gennaio 2022   | Via Gabriele Foschiatti, 11 45°38′53.8″N 13°46′49.96″E                                                                                             |                                                | QUI ABITAVA ELIA NACSON NATO 1922 ARRESTATO 30.11.1943 DEPORTATO 1944 AUSCHWITZ ASSASSINATO 7.5.1944                                                       | Elia Nacson (1922–1944) |
| 10 gennaio 2022   | Via San Francesco d'Assisi, 30 45°39′14.13″N 13°46′50.44″E                                                                                         |                                                | QUI ABITAVA FANNI LUST NATA 1903 ARRESTATA 29.10.1943 DEPORTATA AUSCHWITZ ASSASSINATA 11.12.1943                                                           | Fanni Lust (1903–1943) |
| 10 gennaio 2022   | Via San Francesco d'Assisi, 30 45°39′14.13″N 13°46′50.44″E                                                                                         |                                                | QUI ABITAVA ERMENEGILDA TEDESCHI LUST NATA 1867 ARRESTATA 29.10.1943 DEPORTATA AUSCHWITZ ASSASSINATA 9.12.1943 DURANTE IL TRASPORTO                        | Ermenegilda Tedeschi Lust (1867–1943) |
| 10 gennaio 2022   | Via San Maurizio, 8 45°38′56.44″N 13°46′46.45″E |                                                | QUI LAVORAVA CARLO CALZI (KALC) NATO 1904 ARRESTATO 10.12.1943 DEPORTATO 1944 DACHAU NATZWEILER-STRUTHOF ASSASSINATO 19.7.1944                             | Carlo Calzi (Kalc) |
| 10 gennaio 2022   | Via San Maurizio, 8 45°38′56.44″N 13°46′46.45″E |                                                | QUI LAVORAVA FRANCESCO GREGORI (GRGIČ) NATO 1905 ARRESTATO 10.12.1943 DEPORTATO 1944 DACHAU ASSASSINATO 26.4.1945                                          | Francesco Gregori (Grgič) (1905-1945) |
| 10 gennaio 2022   | Via San Maurizio, 8 45°38′56.44″N 13°46′46.45″E |                                                | QUI LAVORAVA ANGELO MATTEONI NATO 1908 ARRESTATO 10.12.1943/ DEPORTATO 1944 DACHAU MAUTHAUSEN ASSASSINATO 25.4.1945                                        | Angelo Matteoni |
| 10 gennaio 2022   | Via San Maurizio, 8 45°38′56.44″N 13°46′46.45″E |                                                | QUI LAVORAVA GIUSEPPE MOSETTI (MOZETIČ) NATO 1901 ARRESTATO 10.12.1943 DEPORTATO 1944 DACHAU NATZWEILER-STRUTHOF DACHAU MORTO 24.5.1945                    | Giuseppe Mosetti (Mozetič) |
| 10 gennaio 2022   | Via San Maurizio, 8 45°38′56.44″N 13°46′46.45″E |                                                | QUI LAVORAVA FRANCESCO RAUBER NATO 1900 ARRESTATO 10.12.1943 DEPORTATO 1944 DACHAU ASSASSINATO 30.12.1944                                                  | Francesco Rauber |
| 10 gennaio 2022   | Via San Maurizio, 8 45°38′56.44″N 13°46′46.45″E |                                                | QUI LAVORAVA GIOVANNI VREMEZ NATO 1881 ARRESTATO 10.12.1943 DEPORTATO 1944 DACHAU NATZWEILER-STRUTHOF ASSASSINATO 30.4.1944                                | Giovanni Vremez (1881–1944) |
| 10 gennaio 2022   | Via San Maurizio, 8 45°38′56.44″N 13°46′46.45″E |                                                | QUI LAVORAVA ERMIDIO ZULIANI NATO 1908 ARRESTATO 10.12.1943 ASSASSINATO                                                                                    | Ermidio Zuliani (1908–1943/1945) |
| 25 gennaio 2022   | Via Matteo Demenego e Pierluigi Rotta, 2 (Questura di Trieste) 45°38′58.96″N 13°46′16.4″E                                                          |                                                | QUI FU PER SERVIZIO GIOVANNI PALATUCCI NATO 1909 ARRESTATO FIUME DEPORTATO 1944 DACHAU ASSASSINATO 10.2.1945                                               | Giovanni Palatucci (Montella, 31 maggio 1909 - Dachau, 10 febbraio 1945), ultimo Questore di Fiume, “Giusto tra le Nazioni” e “Servo di Dio”. |
| 25 gennaio 2022   | Via Matteo Demenego e Pierluigi Rotta, 2 (Questura di Trieste) 45°38′58.96″N 13°46′16.4″E                                                          |                                                | QUI ERA IN SERVIZIO FELICIANO RICCIARDELLI NATO 1898 ARRESTATO 4.1.1944 DEPORTATO 1944 DACHAU LIBERATO                                                     | Feliciano Ricciardelli (Montemarano, 1898 - Trieste, 1968), Commissario, capo dell’ufficio politico della questura di Trieste, collaboratore di Giovanni Palatucci. Arrestato dalle SS, deportato a Dachau sopravvive e nel dopoguerra sarà questore di Parma, Bergamo e Ravenna. |
| 18 gennaio 2023   | Viale XX Settembre, 26 45°39′08.45″N 13°46′55″E |                                                | QUI INSEGNAVA MAURA MORPURGO NATA 1908 ARRESTATA 2.12.1943 DEPORTATA 1944 AUSCHWITZ ASSASSINATA 6.2.1944                                                   | Maura Morpurgo |
| 18 gennaio 2023   | Via Enea Silvio Piccolomini, 4 45°39′11.31″N 13°47′00.77″E                                                                                         |                                                | QUI ABITAVA EMMA LEVI NATA 1861 ARRESTATA 30.11.1943 DEPORTATA AUSCHWITZ ASSASSINATA                                                                       | Emma Levi |
| 18 gennaio 2023   | Via Raffaele Zovenzoni, 4 45°39′11.75″N 13°47′03.47″E                                                                                              |                                                | QUI ABITAVA ALESSANDRO REVERE NATO 1892 ARRESTATO 29.12.1943 DEPORTATO 1944 AUSCHWITZ ASSASSINATO                                                          | Alessandro Revere |
| 18 gennaio 2023   | Via Luigi Ricci, 2 45°39′18.83″N 13°47′16.51″E |                                                | QUI ABITAVA DARIO DAVID ACCO NATO 1927 ARRESTATO 25.11.1943 DEPORTATO 1944 AUSCHWITZ ASSASSINATO 6.2.1944                                                  | Dario David Acco |
| 18 gennaio 2023   | Via dei Cunicoli, 7 45°39′18.45″N 13°47′23.01″E |                                                | QUI ABITAVA ELIO ADES NATO 1870 ARRESTATO 20.1.1944 DEPORTATO AUSCHWITZ ASSASSINATO 2.2.1944                                                               | Elio Ades |
| 18 gennaio 2023   | Viale XX Settembre, 87 45°39′15.44″N 13°47′27.19″E                                                                                                 |                                                | QUI ABITAVA SALOMONE TIANO NATO 1915 ARRESTATO 26.2.1944 DEPORTATO 1944 AUSCHWITZ ASSASSINATO                                                              | Salomone Tiano |
| 18 gennaio 2023   | Strada di Fiume, 499 45°38′05.12″N 13°49′42.26″E                                                                                                   |                                                | QUI ABITAVA TUKAJ JE ŽIVELA DARINKA PIŠČANC (SLOVENKA) NATA/ROJENA 1921 ARRESTATA/ARETIRANA 1944 TRIESTE/TRST VILLA TRISTE ASSASSINATA/UMORJENA 22.3.1944  | Darinka Piščanc, nome di battaglia Slovenka, nata il 21 marzo 1921 a Rihemberk (ora Branik). Ha trascorso la seconda parte degli anni scolastici a Trieste, dove ogni giorno camminava da Cattinara/Katinara al Liceo Petrarca. Successivamente si iscrisse alla Facoltà di Economia di Trieste. Ma poi abbandonò gli studi per entrare in clandestinità, aderendo alla Osvobodilna Fronta (Fronte di Liberazione) di Trieste. Nell’autunno del 1944 fu arrestata dagli agenti di Collotti. Darinka fu imprigionata dapprima nella sede dell’Ispettorato Speciale di Pubblica Sicurezza a Villa Triste e poi condotta al comando SS di piazza Oberdan, dove fu torturata. Morì all'età di 23 anni. |
| 18 gennaio 2023   | Piazza della Libertà 45°39′24.57″N 13°46′21.05″E                                                                                                   |                                                | QUI SUONAVA ROMANO HELD NATO 1927 ARRESTATO 1.5.1944 DEPORTATO 1944 DACHAU LIBERATO                                                                        | Romano Held |
| 18 gennaio 2023   | Via San Nicolò, 32 45°39′01.45″N 13°46′23.82″E |                                                | QUI ABITAVA ALFREDO LEVI NATO 1908 ARRESTATO 6.6.1944 INTERNATO BOLZANO DEPORTATO 1944 AUSCHWITZ KAUFERING-DACHAU ASSASSINATO 6.3.1945                     | Alfredo Levi |
| 18 gennaio 2023   | Via delle Ombrelle, 7 45°38′58.2″N 13°46′12.6″E |                                                | QUI ABITAVA LEONE VIVANTE NATO 1903 ARRESTATO 23.5.1944 DEPORTATO AUSCHWITZ ASSASSINATO 19.9.1944                                                          | Leone Vivante |
| 18 gennaio 2023   | Via delle Ombrelle, 7 45°38′58.2″N 13°46′12.6″E |                                                | QUI ABITAVA PACINA ISRAEL VIVANTE NATA 1907 ARRESTATA 23.5.1944 DEPORTATA 1944 AUSCHWITZ ASSASSINATA                                                       | Pacina Israel Vivante |
| 18 gennaio 2023   | Via delle Ombrelle, 7 45°38′58.2″N 13°46′12.6″E |                                                | QUI ABITAVA ENRICHETTA VIVANTE NATA 1929 ARRESTATA 23.5.1944 DEPORTATA 1944 AUSCHWITZ ASSASSINATA                                                          | Enrichetta Vivante |
| 18 gennaio 2023   | Via delle Ombrelle, 7 45°38′58.2″N 13°46′12.6″E |                                                | QUI ABITAVA FELICE VIVANTE NATO 1930 ARRESTATO 23.5.1944 DEPORTATO 1944 AUSCHWITZ /ASSASSINATO                                                             | Felice Vivante |
| 18 gennaio 2023   | Via delle Ombrelle, 7 45°38′58.2″N 13°46′12.6″E |                                                | QUI ABITAVA DAVIDE VIVANTE NATO 1935 /ARRESTATO 23.5.1944 DEPORTATO 1944 AUSCHWITZ ASSASSINATO                                                             | Davide Vivante |
| 18 gennaio 2023   | Via Guido Reni, 6 45°38′35.75″N 13°45′24.69″E |                                                | QUI ABITAVA RENATO DUSE NATO 1893 ARRESTATO 26.7.1944 DEPORTATO 1944 DACHAU MAUTHAUSEN-MELK ASSASSINATO 24.1.1945                                          | Renato Duse |
| 28 gennaio 2023   | Contovello / Kontovel, Piazza davanti alla chiesa 45°42′30.7″N 13°44′00.7″E                                                                        |                                                | NA KONTOVELU JE PREBIVAL A CONTOVELLO ABITAVA DANILO DANEU ROJ./NATO 1914 DEPORTIRAN/DEPORTATO BUCHENWALD UMORJEN/ASSASSINATO 7.3.1945                     | Danilo Daneu, detto Č'mparjou, nato il 20 maggio 1914, si uni ai partigiani l'8 settembre 1943. Combattente della XIX Brigata Kosovel. Fu catturato e deportato nel campo di concentramento tedesco Buchenwald, dove morì il 7 marzo 1945. |
| 28 gennaio 2023   | Contovello / Kontovel, Piazza davanti alla chiesa 45°42′30.7″N 13°44′00.7″E                                                                        |                                                | NA KONTOVELU JE PREBIVALA A CONTOVELLO ABITAVA MARIJA FRANKIČ ROJ./NATO 1902 DEPORTIRANA/DEPORTATA AUSCHWITZ UMORJENA/ASSASSINATA 10.3.1945                | Marija Frankič, detta u'd Bolca, nata il 1º agosto 1902. I tedeschi la catturarono e la deportarono al campo di concentramento di Auschwitz, dove morì il 10 marzo 1945. |
| 28 gennaio 2023   | Contovello / Kontovel, Piazza davanti alla chiesa 45°42′30.7″N 13°44′00.7″E                                                                        |                                                | NA KONTOVELU JE PREBIVAL A CONTOVELLO ABITAVA EMIL ŠTOKA ROJ./NATO 1913 DEPORTIRAN/DEPORTATO DACHAU UMORJEN/ASSASSINATO 6.4.1945                           | Emil Štoka, detto z Dula, nato il 22 gennaio 1913. Si uni alla lotta partigiana e fu catturato dai tedeschi e portato nel campo di concentramento di Dachau, dove morì il 6 aprile 1945. |
| 28 gennaio 2023   | Contovello / Kontovel, Piazza davanti alla chiesa 45°42′30.7″N 13°44′00.7″E                                                                        |                                                | NA KONTOVELU JE PREBIVAL A CONTOVELLO ABITAVA VOJKO DANEU ROJ./NATO 1921 DEPORTIRAN/DEPORTATO BUCHENWALD UMORJEN/ASSASSINATO 31.12.1944                    | Vojko Daneu, detto Šiša, nato il 29 febbraio 1921, si uni alla lotta partigiana il 15 febbraio 1944. Era un combattente della XIX Brigata Kosovel. Fu catturato a Pliskovica il 13 giugno 1944 dopo una soffiata. Dapprima fu portato nel carcere dei Gesuiti, poi, il 29 giugno 1944 fu deportato in Germania, dove arrivò al campo di concentramento di Buchenwald il primo luglio 1944. Morì il 31 dicembre 1944. |
| 28 gennaio 2023   | Prosecco / Prosek n. 2, davanti al Kulturni dom / Casa di cultura Prosek - Kontovel 45°42′30.22″N 13°43′54.11″E                                    |                                                | NA PROSEKU JE PREBIVAL A PROSECCO ABITAVA IVAN GUŠTIN ROJ./NATO 1910 DEPORTIRAN/DEPORTATO MAUTHAUSEN UMORJEN/ASSASSINATO 22.2.1945                         | Ivan Guštin nacque nel 1910. L’8 settembre 1943 si unì al I Battaglione Carso e successivamente alla II Brigata dell’Armata per la Sicurezza Nazionale. Venne internato a Mauthausen, dove morì il 22 febbraio 1945. |
| 28 gennaio 2023   | Prosecco / Prosek n. 2, davanti al Kulturni dom / Casa di cultura Prosek - Kontovel 45°42′30.22″N 13°43′54.11″E                                    |                                                | NA PROSEKU JE PREBIVAL A PROSECCO ABITAVA ALOJZ BADALIČ ROJ./NATO 1914 DEPORTIRAN/DEPORTATO DACHAU UMORJEN/ASSASSINATO 3.3.1945                            | Alojz Badalič nacque nel 1914. Nell’agosto del 1943 venne catturato e rinchiuso nel carcere triestino del Coroneo, dove rimase fino al 10 settembre 1943. Il 15 dicembre 1943 si unì alla lotta partigiana nelle file della II Brigata dell’Armata per la Sicurezza Nazionale del IX Corpo. Il 27 novembre 1944 venne catturato nei pressi di Sales e deportato nel campo di concentramento di Dachau - Leonberg, dove morì il 3 marzo 1945. |
| 28 gennaio 2023   | Prosecco / Prosek n. 2, davanti al Kulturni dom / Casa di cultura Prosek - Kontovel 45°42′30.22″N 13°43′54.11″E                                    |                                                | NA PROSEKU JE PREBIVAL A PROSECCO ABITAVA ALOJZ BAN ROJ./NATO 1890 DEPORTIRAN/DEPORTATO NEUENGAMME UMORJEN/ASSASSINATO 28.1.1945                           | Alojz Ban nacque nel 1890. Fu fondatore e presidente del 1º Comitato del Fronte di Liberazione di Prosecco. Successivamente si unì come informatore alla Brigata Srečko Kosovel. Nel novembre del 1944 venne catturato e deportato nel campo di concentramento di Neuengamme nei pressi di Amburgo, dove morì il 28 gennaio 1945. |
| 28 gennaio 2023   | Prosecco / Prosek n. 2, davanti al Kulturni dom / Casa di cultura Prosek - Kontovel 45°42′30.22″N 13°43′54.11″E                                    |                                                | NA PROSEKU JE PREBIVAL A PROSECCO ABITAVA KAREL BAN ROJ./NATO 1927 DEPORTIRAN/DEPORTATO DACHAU UMORJEN/ASSASSINATO 5.1.1945                                | Karel Ban nacque nel 1927. Il 5 maggio 1944 si unì alla XVIII Brigata Basovizza e ne divenne intendente. Il 27 novembre 1944 venne catturato e deportato nel campo di concentramento di Dachau, dove morì il 5 gennaio 1945. |
| 28 gennaio 2023   | Prosecco / Prosek n. 2, davanti al Kulturni dom / Casa di cultura Prosek - Kontovel 45°42′30.22″N 13°43′54.11″E                                    |                                                | NA PROSEKU JE PREBIVAL A PROSECCO ABITAVA IVAN GUŠTIN ROJ./NATO 1928 DEPORTIRAN/DEPORTATO BAUNMENHEIM UMORJEN/ASSASSINATO 11.4.1945                        | Ivan Guštin nacque nel 1928. Fu membro dell’organizzazione SKOJ di Prosecco. Nel 1944 si unì al I Battaglione Carso. Il 27 novembre 1944 venne catturato e deportato dapprima a Dachau e poi ad Augsburg, Pfersee e Baumenheim, dove morì l’11 aprile 1945. |
| 28 gennaio 2023   | Prosecco / Prosek n. 2, davanti al Kulturni dom / Casa di cultura Prosek - Kontovel 45°42′30.22″N 13°43′54.11″E                                    |                                                | DANILO RUPEL ROJ./NATO 14.2.1945 RAVENSBRÜCK UMORJEN/ASSASSINATO 28.2.1945                                                                                 | Danilo Rupel nacque il 14 febbraio 1945 nel blocco 32 del campo di concentramento di Ravensbrück, dove morì dopo quattordici giorni, il 28 febbraio 1945. |
| 28 gennaio 2023   | Santa Croce / Križ davanti al pozzo a fianco della chiesa principale all'entrata del cimitero 45°43′57.35″N 13°41′31.89″E                          |                                                | V KRIŽU JE PREBIVAL A SANTA CROCE ABITAVA DANILO SEDMAK ROJ./NATO 1904 DEPORTIRAN/DEPORTATO MAUTHAUSEN UMORJEN/ASSASSINATO 16.12.1941                      | Danilo Sedmak - nato il 10 luglio 1904 a Santa Croce, di padre Ivan e madre Jožefa Košuta, operaio. Visse a Maribor e fu attivista della Osvobodilna Fronta (Fronte di Liberazione). Per questo motivo fu arrestato il 17 luglio 1941 e deportato nel campo di concentramento di Mauthausen dove morì il 16 dicembre 1941. |
| 28 gennaio 2023   | Santa Croce / Križ davanti al pozzo a fianco della chiesa principale all'entrata del cimitero 45°43′57.35″N 13°41′31.89″E                          |                                                | V KRIŽU JE PREBIVAL A SANTA CROCE ABITAVA FRANC SEDMAK ROJ./NATO 1914 DEPORTIRAN/DEPORTATO DACHAU UMORJEN/ASSASSINATO 28.2.1945                            | Franc Sedmak - nato l’8 novembre 1914 a Santa Croce di padre Franc e madre Marija Kobau. Si unì ai partigiani il 1º maggio 1944 nel primo battaglione della Kosovelova brigata. Durante i combattimenti nei pressi di Pliskovica fu preso prigioniero il 17 giugno e deportato prima a Buchenwald e successivamente a Stutthof, Politz e Dachau, dove perì il 28 febbraio 1945. |
| 28 gennaio 2023   | Santa Croce / Križ a destra dell'entrata della chiesetta di San Rocco 45°43′55.78″N 13°41′38.38″E                                                  |                                                | V KRIŽU JE PREBIVAL A SANTA CROCE ABITAVA IVAN BOGATEC ROJ./NATO 1887 DEPORTIRAN/DEPORTATO MAUTHAUSEN UMORJEN/ASSASSINATO 21.1.1944                        | Ivan Bogatec - nato il 15 ottobre 1887 a Santa Croce, di padre Mihael e madre Franca Suban, spazzino. Collaborava con l’Osvobodilna Fronta (Fronte di Liberazione). L’8 gennaio 1943 i carabinieri lo arrestarono e rinchiusero nella caserma di Santa Croce, successivamente lo trasferirono al carcere triestino del Coroneo, fino al 12 marzo 1943 e successivamente nel campo di concentramento di Cairo Montenotte, dal quale dopo sette mesi fu deportato nel campo di concentramento di Gusen-Mauthausen con il trasporto n. 3 dell’8 ottobre 1943 dove morì il 22 gennaio 1944. |
| 28 gennaio 2023   | Santa Croce / Križ a destra dell'entrata della chiesetta di San Rocco 45°43′55.78″N 13°41′38.38″E                                                  |                                                | V KRIŽU JE PREBIVAL A SANTA CROCE ABITAVA FERDINAND DOVŠAK ROJ./NATO 1904 DEPORTIRAN/DEPORTATO MAUTHAUSEN UMORJEN/ASSASSINATO 27.2.1942                    | Ferdinand Dovšak - nato il 27 aprile 1904 a Santa Croce, di padre Josip e madre Marija Tence. Emigrò in Jugoslavia e prima della guerra visse a Zavodnje pri Šoštanju. Attivista dell’Osvobodilna Fronta (Fronte di Liberazione), venne arrestato il 4 luglio 1941 e rinchiuso nella prigione di Celje. Fu condannato ai lavori forzati nella cava di pietra di Mauthausen. Dopo aver scontato la pena, morì di stenti durante il ritorno a casa il 27 febbraio 1942 a Maribor. |
| 28 gennaio 2023   | Santa Croce / Križ a destra dell'entrata della chiesetta di San Rocco 45°43′55.78″N 13°41′38.38″E                                                  |                                                | V KRIŽU JE PREBIVAL A SANTA CROCE ABITAVA ADOLF SEDMAK ROJ./NATO 1927 DEPORTIRAN/DEPORTATO BUCHENWALD UMORJEN/ASSASSINATO 25.7.1944                        | Adolf Sedmak - nato l'11 febbraio 1927 a Santa Corce di padre Adolf e madre Pavla Tence, falegname. L’11 luglio 1944 si arruola alla brigata Gradnik a Veliki dol, dove viene catturato dai tedeschi e portato al Coroneo a Trieste. Dalla prigione di Trieste fu mandato al campo di concentramento di Buchenwald, dove morì il 25 luglio 1944. |
| 16 gennaio 2024   | Piazza del Ponterosso, 6 45°39′06.28″N 13°46′21.11″E                                                                                               |                                                | QUI ABITAVA EGON BRUNNER NATO 1888 RICOVERATO OSPEDALE PSICHIATRICO ARRESTATO 28.3.1944 RISIERA DI SAN SABBA ASSASSINATO 29.3.1944                         | Egon Brunner, (Trieste, 1888 - ???, 28 marzo 1944) |
| 16 gennaio 2024   | Piazza Sant’Antonio Nuovo, 2 45°39′07.49″N 13°46′26.38″E                                                                                           |                                                | QUI ABITAVA SILVIO SPAGNUL NATO 1894 ARRESTATO 26.1.1944 DEPORTATO DACHAU ASSASSINATO 25.4.1944                                                            | Silvio Spagnul, (Trieste, 1894 - Dachau, 25 aprile 1944) |
| 16 gennaio 2024   | Via Trento, 12 45°39′15.04″N 13°46′18.87″E |                                                | QUI ABITAVA GIULIO LAGANELLA NATO 1910 ARRESTATO 18.12.1943 DEPORTATO 1944 DACHAU BUCHEMWALD ASSASSINATO 3.3.1945                                          | Giulio Laganella, (Vieste, 1910 - Buchenwald, 3 marzo 1945) |
| 16 gennaio 2024   | Via Carlo Ghega, 12 presso Conservatorio di musica 45°39′20″N 13°46′29.72″E                                                                        |                                                | | Vittorio Messanè, (Trieste, 1908 - Auschwitz, 1944) |
| 16 gennaio 2024   | Via Romagna, 13 45°39′25.56″N 13°46′50.17″E |                                                | | Fabio Lucovich (Trieste, 1922 - Ebensee, 1945) |
| 16 gennaio 2024   | Foro Ulpiano, 5 45°39′16.2″N 13°46′45.8″E |                                                | | Baldo Crismani (Trieste, 1922 - ???, 2003) |
| 16 gennaio 2024   | Via Pietro Kandler, 11 45°39′18.58″N 13°47′18.27″E                                                                                                 |                                                | | Berta Jesurum (Trieste, 1872 - Auschwitz, 1944) |
| 16 gennaio 2024   | Via Giacomo Ciamician, 10 45°38′44.06″N 13°45′57.01″E                                                                                              |                                                | | Pia Rimini (Trieste, 1900 - Auschwitz, ???) |
| 16 gennaio 2024   | Via dei Giustinelli, 1 45°38′45.53″N 13°46′03.38″E                                                                                                 |                                                | | Vittorio Molho Spierer (Costantinopoli, 1896 - Ginevra, 1965) |
| 16 gennaio 2024   | Via dei Giustinelli, 1 45°38′45.53″N 13°46′03.38″E                                                                                                 | Hélène Spierer (Trieste, 1924 - Ginevra, 2019) | | |
| 16 gennaio 2024   | Via del Ponte, 7 45°38′58.85″N 13°46′13.05″E |                                                | QUI ABITAVA ABRAMO ELIEZER NATO 1915 ARRESTATO 2.2.1945 DEPORTATO RAVENSBRÜCK BERGEN-BELSEN ASSASSINATO                                                    | Abramo Eliezer (Trieste, 1915 - Bergen-Belsen, ???) |
| 16 gennaio 2024   | Via del Ponte, 7 45°38′58.85″N 13°46′13.05″E |                                                | QUI ABITAVA GIUSEPPE ELIEZER NATO 1920 ARRESTATO 2.2.1945 DEPORTATO RAVENSBRÜCK BERGEN-BELSEN ASSASSINATO                                                  | Giuseppe Eliezer (Trieste, 1920 - Bergen-Belsen, ???) |
| 16 gennaio 2024   | Piazza tra i Rivi, 1 45°39′54.9″N 13°46′19.66″E |                                                | | Angel Kaučič (Trieste, 1907 - Dachau, 1944) |
| 3 febbraio 2024   | Santa Croce / Križ 290 davanti al pozzo in piazzetta 45.734864°N 13.693383°E                                                                       |                                                | V KRIŽU JE PREBIVAL A SANTA CROCE ABITAVA FRANC ŠEMEC ROJ./NATO 1907 DEPORTIRAN/DEPORTATO MAUTHAUSEN UMORJEN ASSASSINATO                                   | Franc Šemec - nato il 16 giugno 1907 a Santa Croce da padre Ivan e madre Katarina Maganja. Dagli archivi di Arolsen risulta sia giunto nel campo di concentramento di Mauthausen il 13 maggio 1944 e segnato con il numero 65889, probabilmente con il trasporto n° 43 da Trieste. Il 23 maggio 1944 viene destinato al sottocampo Linz 1 ed il 22 giugno 1944 nel sottocampo Linz 3, come operaio, probabilmente per la costruzione di questi nuovi campi di concentramento. Dall’archivio di Roberto Zamboni - Dimenticati di Stato risulta la data della sua morte il 21 aprile 1945. |
| 3 febbraio 2024   | Santa Croce / Križ 290 davanti al pozzo in piazzetta 45.734864°N 13.693383°E                                                                       |                                                | V KRIŽU JE PREBIVAL A SANTA CROCE ABITAVA DRAGO SIRK ROJ./NATO 1921 DEPORTIRAN/DEPORTATO 1944 NEMČIJA/GERMANIA USODA NEZNANA DESTINO SCONOSCIUTO           | Drago Sirk - nato il 7 settembre 1921 a Santa Croce, di padre Vincenc e madre Zofija Košuta, operaio nei cantieri navali. Ritornato a casa dopo la caduta del fascismo dell’8 settembre 1943, si aggrega ai partigiani sloveni nel 1º battaglione del Carso. Il 13 luglio 1944 viene inviato insieme ai compagni nelle Benečija (Slavia Veneta) per le elezioni dei rappresentanti nei Comitati di liberazione nazionale. Nei pressi di Santa Lucia (ora Most na Soči) viene catturato dai tedeschi e richiuso a Gorizia. Molto probabilmente viene caricato sul trasporto per la Germania che partì da Trieste il 27 agosto 1944. Questi si fermò a Gorizia e giunse a Dachau il 29 agosto, ma negli archivi però non ci sono dati relativi all’arrivo di Drago nel campo di concentramento o notizia della sua morte durante il percorso. |
| 3 febbraio 2024   | Santa Croce / Križ 758 sulla piazzetta Kržada 45.733564°N 13.693053°E                                                                              |                                                | V KRIŽU JE PREBIVAL A SANTA CROCE ABITAVA MARIJ TENCE ROJ./NATO 1899 DEPORTIRAN/DEPORTATO NEUENGAMME UMORJEN ASSASSINATO 3.5.1945                          | Marij Tence - nato il 26 marzo 1899 a Santa Croce, da padre Ivan e madre Ana Košuta, ferroviere. Durante il fascismo, si rifugia a Ljubljana, dove però viene arrestato in seguito all’occupazione italiana della città. Viene trasferito nelle carceri di Capodistria ed il 14 settembre 1943 deportato nel campo di concentramento di Neuengamme vicino ad Amburgo. Muore il 3 maggio 1945 sotto il bombardamento degli aerei alleati, che affondarono la nave con la quale i nazisti stavano trasferendo i detenuti nei campi di concentramento in Danimarca. |
| 3 febbraio 2024   | Santa Croce / Križ 758 sulla piazzetta Kržada 45.733564°N 13.693053°E                                                                              |                                                | V KRIŽU JE PREBIVAL A SANTA CROCE ABITAVA JOSIP TENCE ROJ./NATO 1897 DEPORTIRAN/DEPORTATO BUCHENWALD UMORJEN ASSASSINATO 12.3.1945                         | Josip Tence - nato il 14 aprile 1897 a Santa Croce, da padre Ivan e madre Ana Košuta, impiegato. Presidente del Comitato del Fronte di Liberazione sin dall’inizio e punto di riferimento del movimento di liberazione nel paese natale fino ad ottobre del 1944. Arrestato dai tedeschi, incarcerato nel Coroneo, viene deportato il 15 ottobre nel campo di concentramento di Buchenwald, numero 67370, dove muore per inedia il 12 marzo 1945. Era già gravemente malato e non resisti alle dure condizioni della prigionia. |
| 3 febbraio 2024   | Contovello / Kontovel davanti alla chiesa, verso il mare a sinistra, a fianco delle pietre già posizionate precedentemente 45.701442°N 13.733506°E |                                                | NA KONTOVELU JE PREBIVAL A CONTOVELLO ABITAVA BRUNO DANEU ROJ./NATO 1927 DEPORTIRAN/DEPORTATO NEMČIJA/GERMANIA UMORJEN ASSASSINATO 19.11.1943              | Bruno Daneu - A Contovello abitava Bruno Daneu, partigiano dal 11 settembre 1943 nel battaglione Vipava. Fu deportato in Germania dove fu assassinato il 19 novembre 1943. |
| 3 febbraio 2024   | Contovello / Kontovel davanti alla chiesa, verso il mare a sinistra, a fianco delle pietre già posizionate precedentemente 45.701442°N 13.733506°E |                                                | NA KONTOVELU JE PREBIVAL A CONTOVELLO ABITAVA KAREL REGENT ROJ./NATO 1913 DEPORTIRAN/DEPORTATO 1944 USODA NEZNANA DESTINO SCONOSCIUTO                      | Karel Regent - A Contovello abitava Karel Regent, nato il 4 gennaio 1913. Partigiano dal 1943. Nel 1944 fu deportato. Luogo e data di morte sconosciuti. |
| 3 febbraio 2024   | Prosecco / Prosek 122 sulla piazzetta davanti l'entrata della chiesa 45.708483°N 13.733612°E                                                       |                                                | NA PROSEKU JE PREBIVAL A PROSECCO ABITAVA VOJMIL ŠPANGER ROJ./NATO 1919 DEPORTIRAN/DEPORTATO RIŽARNA/RISIERA DI SAN SABBA UMORJEN ASSASSINATO 12.7.1944    | Vojmil Španger - Nacque il 7 febbraio 1919. Fu attivista del Comitato Locale di Liberazione di Prosecco. Venne catturato dai tedeschi a Rupinpiccolo e rinchiuso nel carcere del Coroneo dal 23 giugno al 5 luglio 1944. Poi venne trasferito alla Risiera di San Sabba, dove morì il 12 luglio 1944. |
| 3 febbraio 2024   | Prosecco / Prosek 122 sulla piazzetta davanti l'entrata della chiesa 45.708483°N 13.733612°E                                                       |                                                | NA PROSEKU JE PREBIVAL A PROSECCO ABITAVA IVAN PUNTAR ROJ./NATO 1873 DEPORTIRAN/DEPORTATO AUSCHWITZ UMORJEN ASSASSINATO 24.12.1943                         | Ivan Puntar - Nacque il 19 giugno 1873. Fu padre di Emil, primo partigiano caduto di Prosecco. Emil cadde il 18 aprile 1942 sul Nanos, durante uno scontro con l’esercito Italiano. Ivan venne arrestato all’inizio del 1943 insieme alla moglie Marija e internato a Frosinone. Dopo la capitolazione dell’Italia venne catturato dai tedeschi e deportato nel campo di concentramento di Auschwitz, dove morì il 24 dicembre 1943. |
| 3 febbraio 2024   | Prosecco / Prosek 122 sulla piazzetta davanti l'entrata della chiesa 45.708483°N 13.733612°E                                                       |                                                | NA PROSEKU JE PREBIVAL A PROSECCO ABITAVA IVAN PRAŠELJ ROJ./NATO 1928 DEPORTIRAN/DEPORTATO LEONBERG UMORJEN ASSASSINATO 24.2.1945                          | Ivan Prašelj - Nacque il 24 maggio 1928. L’8 settembre 1943 si unì alla lotta partigiana. Essendo ancora troppo giovane, venne rispedito a casa, dove collaborò con l’organizzazione giovanile locale. Nel novembre del 1944 venne catturato e deportato nei campi di concentramento di Dachau e Leonberg, dove morì il 24 febbraio 1945. |
| 3 febbraio 2024   | Prosecco / Prosek 122 sulla piazzetta davanti l'entrata della chiesa 45.708483°N 13.733612°E                                                       |                                                | NA PROSEKU JE PREBIVAL A PROSECCO ABITAVA SLAVOJ SLAVIK ROJ./NATO 1896 DEPORTIRAN/DEPORTATO MAUTHAUSEN UMORJEN ASSASSINATO 8.3.1945                        | Slavoj Slavik - Nacque il 9 luglio 1896 a Roiano. Il padre Edvard, fu presidente della tipografia dell'associazione politica Edinost e la sorella Nada, fu la prima dottoressa slovena a Trieste. Dal padre ereditò una casa a Prosecco e prese possesso del suo studio legale. Come patriota fu condannato a 15 anni di carcere nel 2° processo del tribunale speciale della difesa dello stato di Trieste. Scontò la pena a San Gimignano. Dopo la capitolazione dell'Italia, ritornò a Trieste, dove fu nuovamente arrestato e deportato nel campo di concentramento di Mauthausen, dove morì l'8 marzo 1945. |
| 3 febbraio 2024   | Prosecco / Prosek 122 sulla piazzetta davanti l'entrata della chiesa 45.708483°N 13.733612°E                                                       |                                                | NA PROSEKU JE PREBIVAL A PROSECCO ABITAVA FRANC RAVBAR ROJ./NATO 1900 DEPORTIRAN/DEPORTATO DACHAU UMORJEN ASSASSINATO 30.12.1944                           | Franc Ravbar - Nacque il 3 marzo 1900. Fu attivista del Fronte di Librazione a Prosecco. Il 27 novembre 1944 venne catturato dai tedeschi e deportato nel campo di concentramento di Dachau, dove morì il 30 dicembre 1944. |
| 18 gennaio 2025   | Via Principe di Montfort, 4 45°38′42.24″N 13°45′52.31″E                                                                                            |                                                | QUI ABITAVA ANITA LEVI NATA 1882 ARRESTATA 26.11.1943 DEPORTATA AUSCHWITZ ASSASSINATA 11.12.1943                                                           | Anita Levi |
| 18 gennaio 2025   | Via Principe di Montfort, 4 45°38′42.24″N 13°45′52.31″E                                                                                            |                                                | QUI ABITAVA ARGIA LEVI NATA 1894 ARRESTATA 26.11.1943 DEPORTATA 1943 AUSCHWITZ ASSASSINATA                                                                 | Argia Levi |
| 18 gennaio 2025   | Via Severi, 7 45°38′36.69″N 13°47′02.59″E |                                                | QUI ABITAVA BRUNO BELLELI NATO 1906 ARRESTATO 19.11.1943 INTERNATO BOLZANO DEPORTATO 1944 AUSCHWITZ ASSASSINATO                                            | Bruno Belleli |
| 18 gennaio 2025   | Via Beccaria, 6 45°39′14.63″N 13°46′38.55″E |                                                | QUI ABITAVA EMANUELE ELIA NATO 1861 ARRESTATO 20.1.1944 DEPORTATO AUSCHWITZ ASSASSINATO 2.2.1944                                                           | Emanuele Elia |
| 18 gennaio 2025   | Via Madonna del Mare, 2 45°38′51.58″N 13°45′59.03″E                                                                                                |                                                | QUI ABITAVA EMILIO CALÒ NATO 1884 ARRESTATO 2.12.1943 INTERNATO FOSSOLI DEPORTATO 1944 AUSCHWITZ ASSASSINATO                                               | Emilio Calò |
| 18 gennaio 2025   | Via Madonna del Mare, 2 45°38′51.58″N 13°45′59.03″E                                                                                                |                                                | QUI ABITAVA ENRICA ISABELLA GENTILLI CALÒ NATA 1892 ARRESTATA 2.12.1943 INTERNATA FOSSOLI DEPORTATA 1944 AUSCHWITZ ASSASSINATA                             | Enrica Isabella Gentilli Calò |
| 18 gennaio 2025   | Via Madonna del Mare, 2 45°38′51.58″N 13°45′59.03″E                                                                                                |                                                | QUI ABITAVA ROSINA CALÒ NATA 1922 ARRESTATA 2.12.1943 INTERNATA FOSSOLI DEPORTATA 1944 AUSCHWITZ BERGEN-BELSEN ASSASSINATA                                 | Rosina Calò |
| 18 gennaio 2025   | Via Madonna del Mare, 2 45°38′51.58″N 13°45′59.03″E                                                                                                |                                                | QUI ABITAVA GIUSEPPE FELICE CALÒ NATO 1923 ARRESTATO 2.12.1943 INTERNATO FOSSOLI DEPORTATO AUSCHWITZ ASSASSINATO                                           | Giuseppe Felice Calò |
| 18 gennaio 2025   | Via Besenghi, 33 45°38′34.23″N 13°46′16.53″E |                                                | QUI ABITAVA FANNY VIVANTE GEIRINGER NATA 1898 ARRESTATA 11.12.1943 INTERNATA FOSSOLI DEPORTATA 1944 AUSCHWITZ ASSASSINATA                                  | Fanny Vivante Geiringer |
| 18 gennaio 2025   | Via Besenghi, 33 45°38′34.23″N 13°46′16.53″E |                                                | QUI ABITAVA FORTUNATA EMMA MORDO VIVANTE NATA 1860 ARRESTATA 28.3.1944 DEPORTATA 1944 AUSCHWITZ ASSASSINATA                                                | Fortunata Emma Mordo Vivante |
| 18 gennaio 2025   | Via Besenghi, 33 45°38′34.23″N 13°46′16.53″E |                                                | QUI ABITAVA CLAUDIO GEIRINGER NATO 1922 ARRESTATO INTERNATO FOSSOLI DEPORTATO 1944 AUSCHWITZ ASSASSINATO                                                   | Claudio Geiringer |
| 18 gennaio 2025   | Via Besenghi, 33 45°38′34.23″N 13°46′16.53″E |                                                | QUI ABITAVA GIORGIO VIVANTE NATO 1889 ARRESTATO 16.7.1944 DEPORTATO 1944 AUSCHWITZ ASSASSINATO                                                             | Giorgio Vivante |
| 18 gennaio 2025   | Via Besenghi, 33 45°38′34.23″N 13°46′16.53″E |                                                | QUI ABITAVA LAURA GEIRINGER NATA 1924 ARRESTATA 11.12.1943 INTERNATA FOSSOLI DEPORTATA 1944 AUSCHWITZ LIBERATA                                             | Laura Geiringer |
| 18 gennaio 2025   | Via Besenghi, 33 45°38′34.23″N 13°46′16.53″E |                                                | QUI ABITAVA PIETRO 'NABUCCO' GEIRINGER NATO 1886 ARRESTATO 11.12.1943 INTERNATO FOSSOLI DEPORTATO 1944 AUSCHWITZ ASSASSINATO                               | Pietro Geiringer |
| 18 gennaio 2025   | Corso Italia, 12 45°39′00.11″N 13°46′22.68″E |                                                | QUI ABITAVA ROSA ELIA BARUCH NATA 1855 ARRESTATA 20.1.1944 DEPORTATA AUSCHWITZ ASSASSINATA 2.2.1944                                                        | Rosa Elia Baruch |
| 18 gennaio 2025   | Corso Italia, 12 45°39′00.11″N 13°46′22.68″E |                                                | QUI ABITAVA ENRICHETTA BARUCH POLACCO NATA 1872 ARRESTATA 20.1.1944 DEPORTATA AUSCHWITZ ASSASSINATA 2.2.1944                                               | Enrichetta Baruch Polacco |
| 18 gennaio 2025   | Via Marconi, 16 45°39′15.63″N 13°47′00.19″E |                                                | QUI ABITAVA ZOE LEVI AUSTERLITZ NATA 1885 ARRESTATA 8.3.1944 DEPORTATA 1944 AUSCHWITZ ASSASSINATA 4.4.1944                                                 | Zoe Levi Austerlitz |
| 18 gennaio 2025   | Via Marconi, 16 45°39′15.63″N 13°47′00.19″E |                                                | QUI ABITAVA LAURA AUSTERLITZ NATA 1916 ARRESTATA 8.3.1944 DEPORTATA 1944 AUSCHWITZ LIBERATA                                                                | Laura Austerlitz |